# جنغارك بالا
جنغارك بالا (بالفارسية: جنگارک بالا) هي قرية تقع في البلدة المركزية في إيران. يقدر عدد سكانها بـ 301 نسمة بحسب إحصاء 2016.